# Giulia Dal Pont
Giulia Dal Pont (Pieve di Cadore, 28 novembre 1988) è una giocatrice di curling italiana di Cortina d'Ampezzo, atleta del Curling Club New Wave.

## Carriera agonistica

### Nazionale
Il suo esordio con la nazionale italiana junior femminile di curling è stato il challenge europeo junior disputato a Praga nel 2006 Con la nazionale junior ha partecipato a due challenge europei junior (european junior challenge) e ad un campionato mondiale junior.
In totale Giulia vanta 12 presenze in azzurro. Il miglior risultato dell'atleta è il 10º posto ottenuto al campionato mondiale junior del 2007 disputato a Eveleth, negli Stati Uniti d'America.
Il 5 gennaio 2006 sconfiggendo la squadra polacca per 13 a 0 partecipa alla miglior vittoria della nazionale italiana junior femminile di curling di sempre.
CAMPIONATI
Nazionale junior:
- Challeng europei junior
  - 2006 Praga ( Rep. Ceca) 3° (13° ranking mondiale)
  - 2007 Copenaghen ( Danimarca) 1° (11° ranking mondiale)
- Mondiale junior
  - 2007 Eveleth ( Stati Uniti) 10°